# Araneus microtuberculatus
Araneus microtuberculatus este o specie de păianjeni din genul Araneus, familia Araneidae, descrisă de Petrunkevitch, 1914.
Este endemică în Myanmar. Conform Catalogue of Life specia Araneus microtuberculatus nu are subspecii cunoscute.